# Opoka (Wałbrzych)
Opoka (niem. Hartau) – część miasta Wałbrzycha, położona w jego zachodniej części, w rejonie ulicy Dubois is osiedla Robotniczego, przy granicy ze Szczawnem-Zdrojem.
Opoka to dawniej samodzielna miejscowość. W latach 1945–50 wchodziła w skład miasta Biały Kamień w powiecie wałbrzyskim. 1 stycznia 1951 główną, południową część Opoki włączono do Wałbrzycha, a pozostałą (północną) do Szczawna-Zdroju.